# Festes modernistes de Sitges

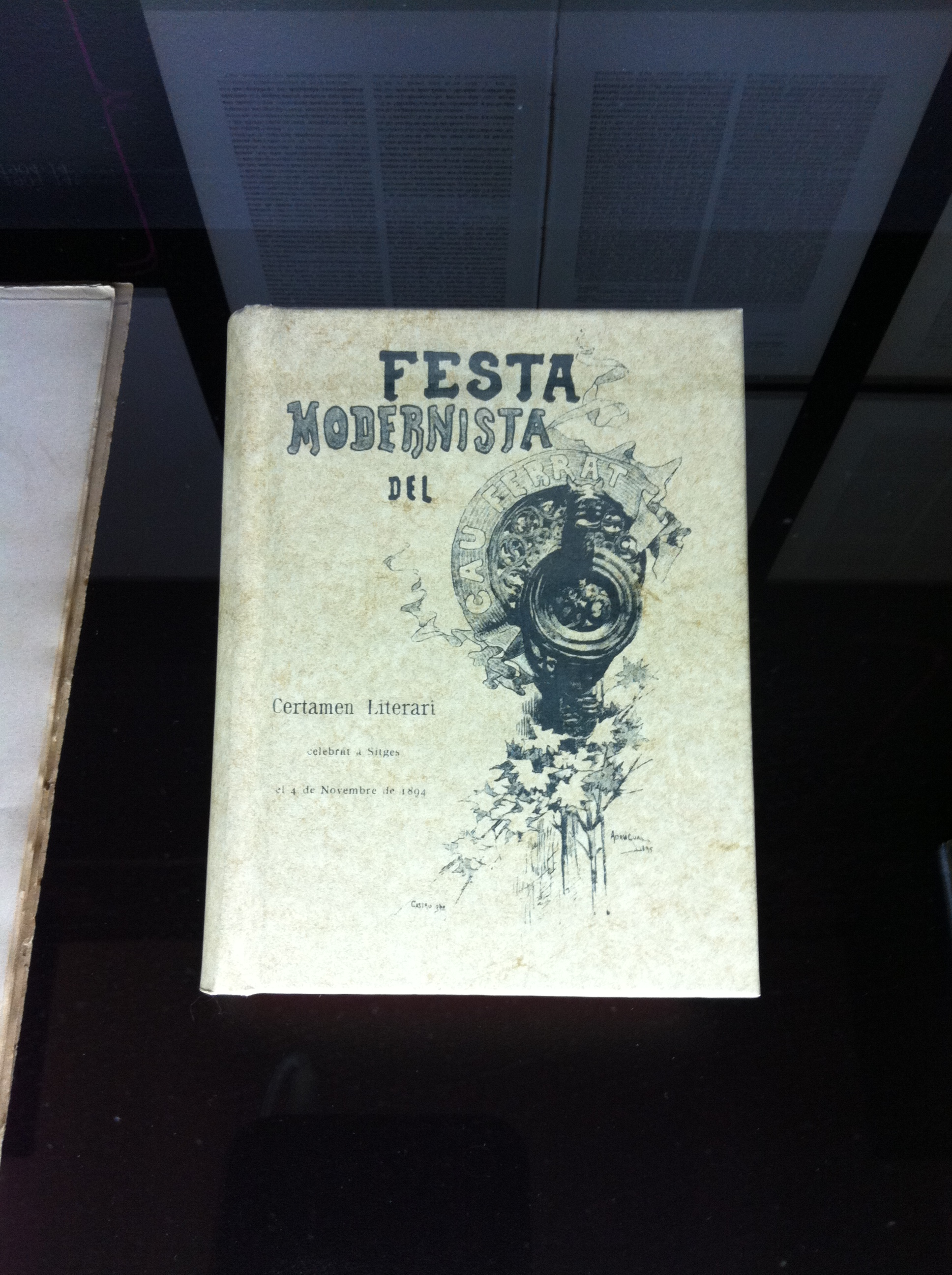
Portada del llibre del certamen literari de les festes modernistes

Festes modernistes de Sitges fou el nom donat al conjunt dels cinc actes culturals promoguts per Santiago Rusiñol i celebrats a Sitges del 1892 al 1899. Aquestes festes foren la més important manifestació estètica modernista, pública i col·lectiva. Convertiren Sitges en la Meca del Modernisme. La premsa d'arreu es feu eco dels esdeveniments que tingueren lloc allà i visitants il·lustres, com Emilia Pardo Bazán o Ruben Dario, s'hi interessaren.
Quan l'artista Santiago Rusiñol comprà Can Faula i Can Sense, convertí aquestes dues cases de pescadors en un lloc d'eclosió cultural del Modernisme. Així doncs, el nou Cau Ferrat (nom que se li donà a conseqüència de les nombroses obres de forja que contenia i conté) es convertí en el lloc on Rusiñol guardava les seves col·leccions d'art, de les quals actualment queden quadres d'El Greco i de Picasso, així com del mateix Rusiñol, Casas, etc. Tot i així, no només el convertí en un museu, sinó que també esdevingué el local on molts dels artistes modernistes es reunirien per a celebrar les anomenades festes modernistes. Cadascuna d'elles estava dedicada a reivindicar la renovació dels diferents llenguatges artístics. El terme «modernista» començà a definir una estètica concreta, una actitud fins i tot. Amb influències simbolistes, el Modernisme construí un pont amb el Romanticisme, vers al Naturalisme que s'imposava.
La primera se celebrà el 23 d'agost de 1892, es consagrà a la pintura i consistí en una Exposició de Belles Arts a l'ajuntament de Sitges, que reuní pintors considerats avui com a modernistes amb altres d'estètica convencional. La segona, celebrada el 10 de setembre de 1893 al Casino Prado, estigué dedicada al teatre i a la música simbolistes, que es donaven a conèixer; inclogué un concert dirigit per Enric Morera amb obres seves, de César Franck i d'altres músics belgues: Popper i Godard. I es representà La Intrusa, de Maeterlinck, traduïda per un incipient Pompeu Fabra, i que representava la consumació del teatre simbolista europeu a Catalunya i a Espanya; fou presentada pel mateix Rusiñol en un discurs abrandat. La tercera tingué lloc el 4 de novembre de 1894, dedicada a la literatura; s'inicià amb el solemne trasllat, en processó per Sitges, fins al Cau Ferrat, dels dos quadres del Greco que Rusiñol havia adquirit a París, i es clogué amb un certamen literari que publicà L'Avenç, i del qual se'n va fer un volum antològic. La quarta, el 14 de febrer de 1897, tingué lloc al Casino Prado i estigué dedicada al teatre líric català per tal com s'hi estrenà l'òpera simbolista amb música d'Enric Morera i llibret de Jaume Massó I Torrents La fada, amb l'assistència d'alguns dels compositors de l'escola francobelga, habituals dels concerts d'El Cau Ferrat, com Eugène Ysaÿe, Chausson, etc. I la cinquena, el 5 de juliol de 1899 al teatre El Retiro, consistí en un concert de piano, interpretat per Joaquim Nin, amb obres de Morera, Joan Gay, J. Alió, E. Grieg i Scarlatti, i l'estrena de Lladres!, d'Iglésias, i La reina del cor, de Morera. S'hi representà L'alegria que passa, del mateix Rusiñol, amb música de Morera.

En paraules de Joan Maragall, un dels participants de les festes:
| « | Rusiñol ha plantat l'estendard de la fe i la independència artística | » |

## Primera Festa Modernista
En Mas, Almirall, Miró i Rusiñol havien planejat una exposició de pintures que seria inaugurada el 23 d'agost de 1892 a l'edifici de l'Ajuntament. Aquesta havia de ser la Primera exposició de Belles Arts, però gràcies a Rusiñol, acabà anomenant-se Primera Festa Modernista.
En aquesta primera festa, doncs, van ser-hi exhibides més d'un centenar d'obres: sis d'Antoni Almirall, sis de Joan Batlle i Amell, cinc de Josep Boniquet, nou de Ramon Casas, tres d'Antoni Catasús, cinc d'Arcadi Mas i Fontdevila, una de Felip Masó, sis d'Eliseu Meifrèn, tres de Josep Mirabent, vint de Joaquim de Miró, una de Maria de Reinoso, tres de Joan Roig i Soler, quinze de Santiago Rusiñol, quatre de Clinton Murray Smith, dues de Modest Texidor, tres de Modest Urgell i dues de Pedro Vidal de Solares.
La tela de més alta valoració era L'Àvia, de Rusiñol, valorada en dues mil cinc-centes pessetes. La que es donava a més bon preu era un paisatge de Batlle i Amell per cinc duros. A les festes hi van assistir representants de la premsa barcelonina com Casellas, Alexandre Cortada i Josep Maria Jordà. El modernisme havia pres per assalt l'ajuntament de Sitges, l'alcalde havia donat plens poders als organitzadors del certamen. L'edifici d'administració municipal era una vasta sala d'exposicions: cobrien les escales de ramatges i ceps de malvasia i moscatell. A la sala on es mostraven les pintures s'hi exposaven veles i atuells de pesca. A Sitges havia deixat d'imperar la burocràcia per deixar pas al regne de la bellesa, podríem dir que Rusiñol s'havia fet l'amo del poble.
En l'article que Raimon Caselles escrigué a La Vanguardia, aquest es desfeia en elogis a l'entorn paisatgístic de Sitges, tan apte perquè els pintors puguin practicar amb la llum. El que verdaderament entusiasmà Casellas van ser les pintures dels "pre-rossinyolians" (Roig i Soler, i Mas i Fontdevila, entre d'altres deixebles locals com Miró i Almirall). En aquelles pintures hi va trobar el que va descriure com "el taller sin nombres de la Madre Naturaleza".

## Tercera Festa Modernista
El migdia del 4 de novembre de 1894 es van aplegar els arquitectes, pintors i escriptors que venien des de la capital barcelonina. La tercera festa comencà amb un discurs de Rusiñol impetuós i sentimental “És la tercera vegada que el Cau Ferrat es reuneix a prop del mar; la tercera vegada que, fugint del soroll de la ciutat, venim a somiar al peu d'aquesta platja hermosa, a sentir-nos berssar al compàs de les onades, a prendre aigües de poesia, malalts que estem del mal de prosa que avui corre per la nostra terra”.
Aquest certamen va comptar amb la presència de diferents escriptors, com Emília Pardo Bazán o el dramaturg Àngel Guimerà. L'acte central va ser la presentació dels dos quadres d'El Greco, Les llàgrimes de Sant Pere i Santa Maria Magdalena penitent, adquirits per Santiago Rusiñol a Paris el gener de 1894, portats en solemne processó cívica –laica– des de l'estació de tren fins al seu destí, el Cau Ferrat. En la processó, Narcís Oller, Josep Yxart, Frederic Rahola, Raimon Casellas, Josep Aladern… i el poble de Sitges.